# Mont Speke
Le mont Speke est une montagne de la chaîne du Rwenzori dans le Sud-Ouest de l'Ouganda, située à proximité de la frontière avec la République démocratique du Congo, atteignant l'altitude de 4 890 mètres. Il s'agit du cinquième plus haut sommet d'Afrique.

## Géographie

### Situation
Le mont Speke est situé dans le Sud-Ouest de l'Ouganda (district de Kasese) à quelques centaines de mètres de la frontière avec la République démocratique du Congo, dans le massif du Rwenzori, entre les lacs Albert et Édouard. Il est entouré du mont Stanley (5 109 m) au sud-ouest et du mont Baker au sud-est (4 844 m).

### Topographie
Il possède plusieurs pics distincts : le pic Vittorio Emanuele (4 890 m), le pic Ensonga (4 865 m), le pic Johnston (4 834 m) et le pic Trident (4 572 m).

## Histoire
Le mont Speke est gravi pour la première fois le 23 juin 1906 lors d'une expédition menée par Louis-Amédée de Savoie. Celui-ci le nomme en l'honneur de l'explorateur britannique John Hanning Speke.